# Hung Yen
Hung Yen (vietnamita: Hưng Yên) é uma província do Vietnã.